# Trương Ký (Tam Quốc)
Trương Ký (chữ Hán: 张既; ?-223) là quan nhà Tào Ngụy thời Tam Quốc trong lịch sử Trung Quốc.

## Thời trẻ
Trương Ký có tên tự là Đức Dung (德容), người huyện Cao Lăng quận Phùng Dực thuộc Tư Lệ Bộ. Năm mười sáu tuổi, ông làm chức quan nhỏ trong quận Phùng Dực.
Từ nhỏ nhà nghèo, ông hay gắng sức luyện viết chữ các bản tấu sớ, khi làm quan nhỏ thường chờ các quan lớn có thiếu sót thì trao bản sớ cho họ để họ đi tâu lên, do đó mà được biết đến.

## Hai lần thuyết dụ Mã Đằng
Sau đó ông được cử Hiếu liêm nhưng không đến nhận chức. Năm 196, Tào Tháo đón Hán Hiến Đế về Hứa Xương, lĩnh chức Tư không, cho gọi ông nhưng ông không đến. Sau đó Trương Ký lại được châu Tư Lệ cử làm Mậu tài, phong làm Tân Phong Lệnh. Trương Ký nhận chức và trở thành quan coi việc tốt nhất trong các huyện vùng Tam Phụ.
Viên Thượng chống Tào Tháo ở Lê Dương, sai quan lại mà mình đặt gồm Thái thú Hà Đông là Quách Viện, Thứ sử Tinh Châu là Cao Cán cùng Thiền Vu của người Hung Nô đánh lấy huyện Bình Dương, sai sứ giả về phía tây liên kết với các tướng miền Quan Trung. Tư Lệ Hiệu úy là Chung Do sai Trương Ký dụ tướng Tây Lương là Mã Đằng. Trương Ký nói rõ lợi hại, Mã Đằng nghe theo, sai con là Mã Siêu đem hơn vạn quân cùng Chung Do hợp đánh Cán, Viện, đại phá quân Tinh châu, chém đầu Quách Viện.
Cao Cán và Thiền Vu đều quy thuận Tào Tháo. Sau đó Cao Cán đem quân Tinh châu chống lại. Người quận Hà Nội là Trương Thịnh đem hơn vạn quân chẳng theo ai, cướp bóc giữa vùng núi Hào, sông Mẫn, người quận Hà Đông là bọn Vệ Cố, Trương Nông, Trương Diễm đều đem quân đến theo ông ta. Tào Tháo lấy Trương Ký làm Nghị lang, giúp việc quân cho Chung Do, sai về phía tây gọi các tướng Tây Lương là Mã Đằng đều dẫn quân hợp đánh bọn Thịnh, phá chúng, chém đầu Cố, Diễm; Cao Cán trốn đến Kinh Châu. Trương Ký được phong làm Vũ Thủy Đình hầu.
Tào Tháo sắp đánh Kinh Châu, nhưng ngại Mã Đằng và Hàn Toại chia nhau chiếm miền Quan Trung, lại sai Ký đi dụ, bắt phải bỏ thuộc hạ mà thần phục. Mã Đằng đã hứa theo nhưng lại do dự. Trương Ký sợ họ Mã gây biến, bèn sai các huyện sắm đủ lương thực, đem hai nghìn thạch lương ra ngoài thành trao cho quân, làm như sắp điều quân đánh Lương châu. Mã Đằng bất đắc dĩ phải về Hứa Xương, Tào Tháo cho Đằng làm Vệ úy, con là Mã Siêu làm tướng quân, lĩnh quân của Đằng.

## Thứ sử Ung châu
Năm 211, Mã Siêu cùng Hàn Toại khởi binh chống Tào Tháo. Trương Ký theo Tào Tháo phá Mã Siêu ở Hoa Âm, đến phía tây định miền Quan Hữu. Ông được phong làm Kinh Triệu doãn, chiêu tập dân li tán, dựng lại thôn ấp. Vì vậy trăm họ nhớ ơn ông.
Năm 213, Tào Tháo được phong Ngụy công, nước Ngụy thành lập, ông làm Thượng thư, ra làm Thứ sử Ung Châu.
Năm 215, Trương Ký theo Tào Tháo đi đánh Trương Lỗ, đi riêng từ Tản Quan vào đánh người Đê đang nổi dậy giúp Hàn Toại, gặt lúa mạch của họ để cấp lương cho quân. Trương Lỗ đầu hàng, Trương Ký khuyên Tào Tháo dời mấy vạn hộ dân quận Hán Trung đến ở tại Trường An và các huyện vùng Tam Phụ.
Sau đó ông cùng Tào Hồng phá tướng của Lưu Bị là Ngô Lan ở Hạ Biện. Trương Ký lại cùng Hạ Hầu Uyên đánh Tống Kiến, đi riêng đánh các huyện Lâm Thao, Địch Đạo, bình được các huyện này. Bấy giờ Tào Tháo dời dân đến ở miền Hà Bắc, dân quận Lũng Tây, Thiên Thủy, Nam An cùng nhau lo sợ, thấp thỏm không yên, Trương Ký dùng người của ba quân làm quan tướng đi xem xét, sai làm nhà cửa, đào rãnh nước, lòng người bèn yên. Tào Tháo muốn rút quân rời Hán Trung, sợ Lưu Bị lên phía bắc vỗ về người Đê quận Vũ Đô để uy hiếp miền Quan Trung, bèn hỏi ý Trương Ký. Ông đáp:
"Nên khuyên họ lên phía bắc đến chỗ nhiều lúa gạo để tránh giặc, ai đến trước sẽ thưởng lớn, kẻ đến trước được lợi thì kẻ sau tất nghe theo".
Tào Tháo theo kế ấy, bèn tự đến Hán Trung dẫn dắt các cánh quân, sai Trương Ký đến Vũ Đô, dời hơn năm vạn người Đê đến ở tại quận Phù Phong, Thiên Thủy.
Bấy giờ, người quận Vũ Uy là Nhan Tuấn, người quận Trương Dịch là Hòa Loan, người quận Tửu Tuyền là Hoàng Hoa, người quận Tây Bình là Cúc Diễn cùng đem quân trong quận nổi dậy, tự xưng là Tướng quân, lại đánh chống lẫn nhau. Nhan Tuấn sai sứ giả đem mẹ và con đến chỗ Tào Tháo làm tin, xin giúp. Tào Tháo hỏi Trương Ký, ông nói: 
"Bọn Tuấn ngoài mượn oai của nhà nước, trong mang ý gây loạn, đợi thế lực vững vàng rồi tất làm phản thôi. Nay đang hướng việc vào đất Thục, nên để cho hai bên còn mà đánh nhau, như Biện Trang Tử đi bắt hổ, đứng xem mà thu lợi vậy".
Tào Tháo khen hay và theo lời ông. Hơn một năm sau, Loan giết Tuấn, người quận Vũ Uy là Vương Bí lại giết Loan. Bấy giờ Tào Tháo không đặt Lương Châu, từ các huyện vùng Tam Phụ đến miền tây đều thuộc Ung Châu do Trương Ký quản lý.

## Thứ sử Lương châu
Năm 220, Tào Tháo mất, con là Tào Phi giành ngôi nhà Hán lập ra nhà Ngụy, tức là Ngụy Văn Đế. Văn Đế vừa lập Lương Châu, lấy Thái thú An Định là Trâu Kì làm Thứ sử Lương châu. Người quận Trương Dịch là Trương Tiến bắt giữ Quận thú đem quân chống Kỳ, các tướng Hoàng Hoa, Cúc Diễn đều đuổi Thái thú cũ, đem quân ứng theo Trương Tiến. Trương Ký đem quân giúp oai thế cho Hộ Khương Hiệu úy Tô Tắc, cho nên Tô Tắc vì thế mà lập công. Do đó ông được phong làm Đô Hương Hầu.
Người Hồ huyện Lô Thủy thuộc Lương Châu là Y Kiện Kĩ Thiếp, Trị Nguyên Đa nổi dậy chống lại, miền Hà Tây lo lắng. Tào Phi lo lắng, liền gọi Trâu Kì về, lấy Trương Ký đến thay làm thứ sử Lương châu, sai Hộ quân Hạ Hầu Nho, tướng quân Phí Diệu đi theo sau. Trương Ký đến quận Kim Thành, muốn vượt sông, các tướng giữ ý cho rằng quân ít đường hiểm, không nên vào sâu, nhưng Trương Ký nói:
"Đường dẫu hiểm nhưng không có cái ngăn trở của núi cao, vả lại người Di Địch rời rạc, không có kế dùng xe để đi, nay Vũ Uy nguy cấp, phải đến nhanh mới được".
Ông bèn vượt sông. Hơn 7000 quân kị của địch chống giữ ở cửa Chiêm Ân. Trương Ký phao tin là đem quân theo lối Chiêm Ân, lại ngầm từ bến Thư Thứ ra đến Vũ Uy. Người Hồ cho là thần, dẫn quân về Hiển Mĩ. Trương Ký đã chiếm Vũ Uy, Phí Diệu cũng đến, nhưng Hạ Hầu Nho vẫn chưa đến. Trương Ký vỗ về tướng sĩ, muốn tiến quân đánh người Hồ, các tướng đều sợ quân sĩ mỏi mệt khó cùng giao tranh với địch. Trương Ký cho rằng: 
"Nay quân ta không thấy lương thực đến, phải trông dựa vào lương ăn của địch. Nếu giặc thấy quân ta hợp binh, tất lui vào giữ núi thẳm, đuổi theo thì đường hiểm khốn cùng, rút quân về thì giặc đi ra cướp phá. Như thế quân không được lợi, đấy gọi là: 'Một ngày tha địch, lo đến mấy đời' vậy".
Rồi ông đem quân đến Hiển Mỹ, mấy nghìn quân kị người Hồ nhân gió lớn muốn phóng lửa đốt trại, tướng sĩ đều sợ. Trương Ký buổi đêm đặt 3000 quân tinh nhuệ ẩn nấp, sai Tham quân Thành Công Anh đem hơn nghìn quân kị ra dụ đánh, sai phải rút về phía nam, quả nhiên người Hồ tranh nhau đuổi theo. Ông liền phát quân chặn ở sau, đầu đuôi đến đánh, đại phá địch, chém đầu bắt sống đến mấy vạn người.
Ngụy Văn Đế rất mừng phong Trương Ký làm Tây Hương hầu, tăng ấp 200 hộ, tổng số là 600 hộ.
Người huyện Tửu Tuyền là Tô Hành nổi dậy, cùng tù trưởng người Khương là Lân Đái và hơn vạn quân kị người Hồ ở Đinh Linh đánh các huyện biên giới. Trương Ký cùng Hạ Hầu Nho đánh phá chúng, Tô Hành và Lân Đái đều hàng. Trương Kýdâng sớ xin cùng Nho sửa chữa thành, đắp lũy ngăn, đặt đài lửa, gác canh để phòng bị người Hồ.
Người Khương miền tây sợ, đem hơn hai vạn người đến hàng. Sau đó người quận Tây Bình là Cúc Quang giết Quận thú của mình, các tướng muốn đánh chúng, Trương Ký cho rằng: 
"Chỉ có bọn Quang làm phản, người trong quận không hẳn là cùng phản hết. Nếu tự ý đem quân đến đánh, quan dân và người Khương, Hồ tất cho là nhà nước không phân biệt đúng sai, tất sẽ cùng chống giữ nhau, đấy là hổ mọc thêm cánh vậy. Bọn Quang muốn lấy người Khương, Hồ làm quân giúp, nay nên sai người Khương, Hồ đánh phá chúng trước, lại thưởng nhiều cho họ, người nào bắt được giặc đều ban thưởng. Ngoài ngăn chặn thế của chúng, trong chia rẽ người của chúng, tất không cần đánh mà định được".
Sau đó Trương Ký phát hịnh khuyên dụ người Khương, người bị Quang lừa dối thì tha cho; ai chém đem đầu tướng giặc đến thì được phong thưởng. Do đó thuộc hạ của Quang chém đem đầu Quang đến, những người còn lại đều được ở yên như cũ.
Trương Ký trông coi hai châu hơn 10 năm, ân đức nổi rõ, những người được ông tiến cử như người quận Phù Phong là Bàng Diên, người quận Thiên Thủy là Dương Phụ, người huyện An Định là Hồ Tôn, người quận Tửu Tuyền là Bàng Dục, người quận Đôn Hoàng là Trương Cung, Chu Sinh Liệt, sau này đều là những người có danh tiếng.
Năm 223, Trương Ký mất. Ông phục vụ cho họ Tào trong gần 30 năm. Ngụy Văn Đế hạ chiếu khen ngợi ông, cho con nhỏ của ông là Trương Ông chức Quan nội hầu. Năm 226, Ngụy Minh Đế lên ngôi, tặng thụy cho ông là Túc Hầu, cho con ông là Trương Tập nối tự.
Tuy là người có đóng góp lớn trong việc giữ yên vùng lãnh thổ phía tây nước Tào Ngụy nhưng Trương Ký không được La Quán Trung nói đến trong tiểu thuyết Tam Quốc diễn nghĩa.